# Hrvatski nogometni kup 1992/93
Der Hrvatski nogometni kup 1992/93 war der zweite Wettbewerb um den kroatischen Fußballpokal nach der Loslösung des kroatischen Fußballverbandes aus dem jugoslawischen Fußballverband.
Hajduk Split setzte sich in zwei Finalspielen gegen HAŠK Građanski Zagreb durch. Es war Hajduks erster Pokalsieg in Kroatien und der zehnte insgesamt.

## Modus
In jeder Runde einschließlich des Finales wurden jeweils Hin- und Rückspiele ausgetragen. Bei gleicher Anzahl an Toren aus beiden Spielen kam die Mannschaft weiter, die auswärts mehr Tore erzielt hatte. Herrschte auch hier Gleichstand, wurde ein Elfmeterschießen zur Ermittlung des Siegers ausgetragen.

## Qualifikation
Die Sieger der Pokalwettbewerbe aus den 21 Regionen Kroatiens sowie die Finalisten der elf mitgliederstärksten Regionalverbände starteten in der ersten Runde des kroatischen Pokalwettbewerbs.

## Ergebnisse

### Sechzehntelfinale
Hinspiele am 22. und 23. September 1992, Rückspiele am 6. und 7. Oktober 1992
|                              | Gesamt          |                       | Hinspiel | Rückspiel |
| ---------------------------- | --------------- | --------------------- | -------- | --------- |
| Čelik Križevci               | 0:3             | NK Šibenik            | 0:0      | 0:3       |
| Hajduk Split                 | 4:3             | NK Split              | 0:3      | 4:0       |
| HNK Primorac Biograd na Moru | 3:3 (1:3 i. E.) | NK Kraljevica         | 2:1      | 1:2       |
| NK Rudeš                     | 00:14           | HAŠK Građanski Zagreb | 0:1      | 00:13     |
| NK Croatia Đakovo            | 2:4             | NK Slavonija Požega   | 2:0      | 0:4       |
| NK Marsonia                  | 8:0             | Pounje Mladost Zabok  | 4:0      | 4:0       |
| Neretva Metković             | 0:2             | NK Dubrovnik          | 0:0      | 0:2       |
| NK Varteks Varaždin          | 2:2 (3:4 i. E.) | NK Graničar Županja   | 2:0      | 0:2       |
| NK Rijeka                    | 4:3             | Segesta Sisak         | 2:2      | 2:1       |
| NK Istra Pula                | 4:1             | NK Orebić             | 3:0      | 1:1       |
| NK Špansko                   | 3:8             | Trešnjevka Zagreb     | 2:3      | 1:5       |
| NK Zadar                     | 8:2             | ŠNK Baranja-Belje     | 7:0      | 1:2       |
| HNK Orijent 1919             | 1:5             | NK Osijek             | 0:3      | 1:2       |
| NK Čakovec Patrick           | 2:5             | NK Zagreb             | 1:1      | 1:4       |
| Cibalia Vinkovci             | 15:20           | NK Podravina Ludbreg  | 10:10    | 4:1       |
| Uljanik Pula                 | 0:4             | Inker Zaprešić        | 0:1      | 0:3       |

### Achtelfinale
Hinspiele am 17. und 18. November 1992, Rückspiele am 5. und 6. Dezember 1992
|                     | Gesamt    |                       | Hinspiel | Rückspiel |
| ------------------- | --------- | --------------------- | -------- | --------- |
| NK Slavonija Požega | 02:16     | HAŠK Građanski Zagreb | 2:5      | 00:11     |
| Varteks Varaždin    | 2:1       | NK Rijeka             | 2:0      | 0:1       |
| Cibalia Vinkovci    | (a)1:1(a) | Inker Zaprešić        | 1:1      | 0:0       |
| NK Šibenik          | 4:3       | NK Zagreb             | 3:2      | 1:1       |
| NK Istra Pula       | 0:6       | NK Osijek             | 0:0      | 0:6       |
| NK Zadar            | 4:2       | Trešnjevka Zagreb     | 4:0      | 0:2       |
| NK Marsonia         | 3:5       | NK Dubrovnik          | 1:3      | 2:2       |
| Hajduk Split        | 5:0       | NK Kraljevica         | 1:0      | 4:0       |

### Viertelfinale
Hinspiele vom 24. bis 31. März 1993, Rückspiele am 6. und 7. April 1993
|                  | Gesamt |                       | Hinspiel | Rückspiel |
| ---------------- | ------ | --------------------- | -------- | --------- |
| NK Dubrovnik     | 1:2    | Inker Zaprešić        | 1:1      | 0:1       |
| NK Šibenik       | 2:3    | NK Zadar              | 1:1      | 1:2       |
| Hajduk Split     | 5:0    | NK Osijek             | 2:0      | 3:0       |
| Varteks Varaždin | 1:3    | HAŠK Građanski Zagreb | 1:2      | 0:1       |

### Halbfinale
Hinspiele am 21. April 1993, Rückspiele am 5. Mai 1993
|                       | Gesamt |                | Hinspiel | Rückspiel |
| --------------------- | ------ | -------------- | -------- | --------- |
| HAŠK Građanski Zagreb | 3:2    | Inker Zaprešić | 2:1      | 1:1       |
| Hajduk Split          | 4:2    | NK Zadar       | 2:0      | 2:2       |

### Finalspiele

#### Hinspiel
| Hajduk Split                           | Hajduk Split | HAŠK Građanski Zagreb | HAŠK Građanski Zagreb |
| -------------------------------------- | --- | --- | --------------------- |
| Hajduk Split                           | \| 19. Mai 1993 in Split (Stadion Poljud) \| \| Ergebnis: 4:1 (2:0) \| \| Zuschauer: 45.000 \| \| Schiedsrichter: Dragutin Poljak \| \| Spielbericht \|                                                                                      | \| 19. Mai 1993 in Split (Stadion Poljud) \| \| Ergebnis: 4:1 (2:0) \| \| Zuschauer: 45.000 \| \| Schiedsrichter: Dragutin Poljak \| \| Spielbericht \|                                                                               | HAŠK Građanski Zagreb |
| Hajduk Split                           | Vladislav Mihačić, Darko Butorović, Marjo Novaković, Joško Španjić, Saša Peršon, Slaven Bilić, Joško Jeličić, Ante Miše, Milan Rapaić (58. Stipe Balajić), Ivica Mornar (67. Robert Vladislavić), Adrian Kozniku Cheftrainer: Ivan Katalinić | Dražen Ladić (46. Miralem Ibrahimović), Dževad Turković, Damir Lesjak, Andrej Panadić, Mario Stanić, Slavko Ištvanić, Sead Halilović, Željko Adžić, Goran Vlaović, Vjekoslav Škrinjar, Igor Cvitanović Cheftrainer: Miroslav Blažević | HAŠK Građanski Zagreb |
| Hajduk Split                           | 1:0 Adrian Kozniku (35.) 2:0 Joško Jeličić (45.) 3:0 Adrian Kozniku (53.) 4:1 Marjo Novaković (77.) | 3:1 Mario Stanić (75.) | HAŠK Građanski Zagreb |
| Hajduk Split                           | Peršon (69.) | Lesjak (9.), Turković (18.), Cvitanović (69.) | HAŠK Građanski Zagreb |
| 19. Mai 1993 in Split (Stadion Poljud) | | |                       |
| Ergebnis: 4:1 (2:0)                    | | |                       |
| Zuschauer: 45.000                      | | |                       |
| Schiedsrichter: Dragutin Poljak        | | |                       |
| Spielbericht                           | | |                       |

#### Rückspiel
| HAŠK Građanski Zagreb                     | HAŠK Građanski Zagreb | Hajduk Split | Hajduk Split |
| ----------------------------------------- | --- | --- | ------------ |
| HAŠK Građanski Zagreb                     | \| 2. Juni 1993 in Zagreb (Stadion Maksimir) \| \| Ergebnis: 2:1 (1:0) \| \| Zuschauer: 45.000 \| \| Schiedsrichter: Mateo Beusan \| \| Spielbericht \|                                                                     | \| 2. Juni 1993 in Zagreb (Stadion Maksimir) \| \| Ergebnis: 2:1 (1:0) \| \| Zuschauer: 45.000 \| \| Schiedsrichter: Mateo Beusan \| \| Spielbericht \|                                                                                    | Hajduk Split |
| HAŠK Građanski Zagreb                     | Miralem Ibrahimović, Dario Šimić (46. Silvio Marić), Goran Borović, Andrej Panadić, Josip Gašpar, Slavko Ištvanic, Sead Halilović, Željko Adžić, Goran Vlaović, Mario Stanić, Željko Pakasin Cheftrainer: Miroslav Blažević | Vladislav Mihačić, Darko Butorović, Marjo Novaković, Joško Španjić, Stipe Balajic, Slaven Bilić, Joško Jeličić, Ante Miše, Milan Rapaić (72. Tomislav Erceg), Ivica Mornar (80. Dean Računica), Adrian Kozniku Cheftrainer: Ivan Katalinić | Hajduk Split |
| HAŠK Građanski Zagreb                     | 1:0 Goran Vlaović (15., Elfmeter) 2:0 Goran Vlaović (70., Elfmeter) | 2:1 Adrian Kozniku (82.) | Hajduk Split |
| HAŠK Građanski Zagreb                     | Adžić (17.), Borović (29.), Šimić (35.) | Mornar (43.), Novaković (51.) | Hajduk Split |
| 2. Juni 1993 in Zagreb (Stadion Maksimir) | | |              |
| Ergebnis: 2:1 (1:0)                       | | |              |
| Zuschauer: 45.000                         | | |              |
| Schiedsrichter: Mateo Beusan              | | |              |
| Spielbericht                              | | |              |

## Torschützenliste
| Pl. | Name             | Mannschaft            | Tore |
| --- | ---------------- | --------------------- | ---- |
| 01. | Goran Vlaović    | HAŠK Građanski Zagreb | 13   |
| 02. | Mario Stanić     | HAŠK Građanski Zagreb | 8    |
| 03. | Dragan Buterin   | NK Zadar              | 5    |
| 03. | Igor Cvitanović  | HAŠK Građanski Zagreb | 5    |
| 03. | Tomislav Erceg   | Hajduk Split          | 5    |
| 03. | Ivica Marjanović | Trešnjevka Zagreb     | 5    |
| 03. | Ivica Radoš      | Cibalia Vinkovci      | 5    |
| 08. | Željko Brnadić   | NK Marsonia           | 4    |
| 08. | Robert Špehar    | NK Osijek             | 4    |